# Lijst van Hongaarse autosnelwegen

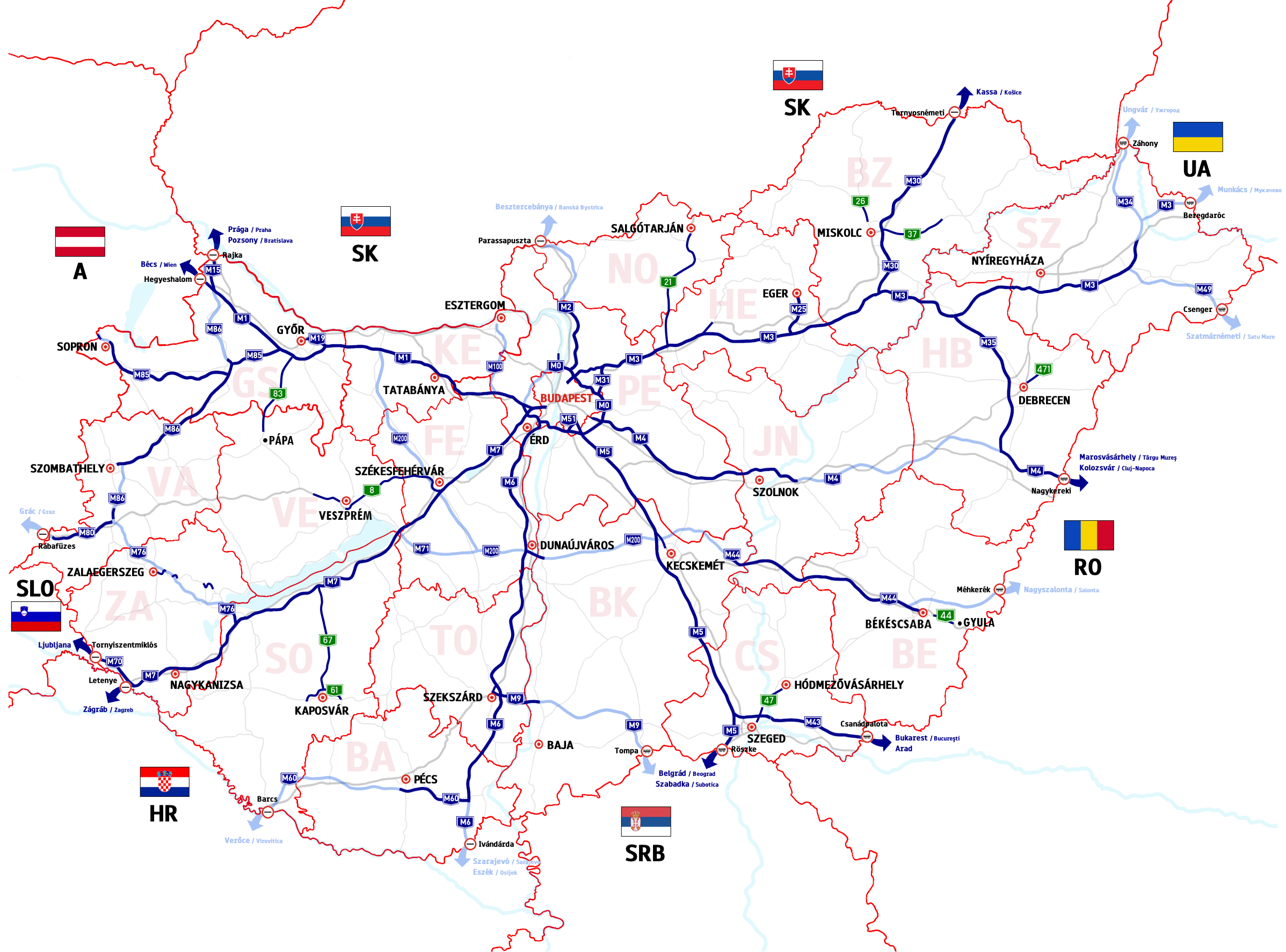
Autosnelwegen in Hongarije in 2024

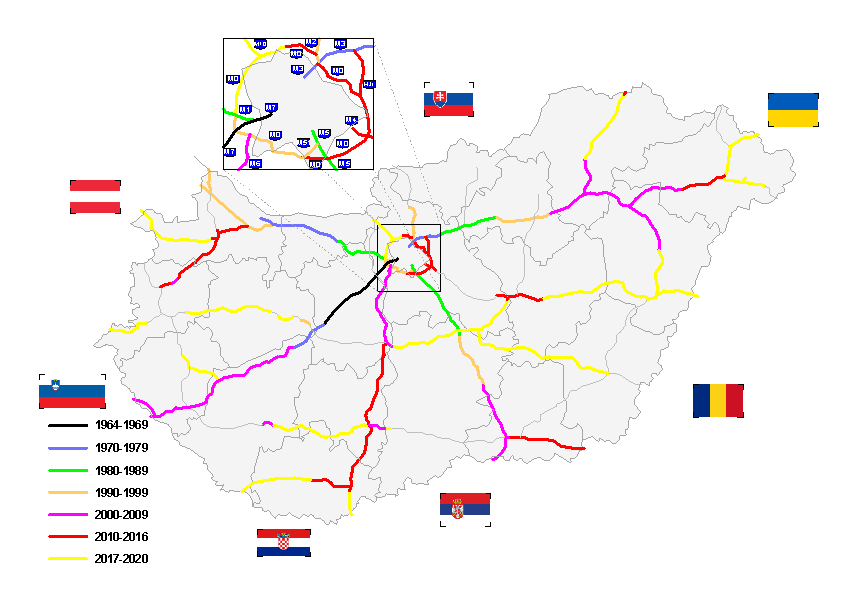
Snelwegen 1964-2020

Dit artikel gaat over de autosnelwegen (autópályá) en autowegen (expreswegen) (autóút) in Hongarije.

## Autosnelwegen en autowegen in Hongarije (anno 2023)
- M0 (ringweg rond Boedapest)
- M1 (naar noordwest Hongarije – Győr, Tatabánya – en Oostenrijk)
- M2 (naar Vác)
- M3 (naar noordoost Hongarije – Miskolc, Debrecen, Nyíregyháza en Vásárosnamény)
- M4 (Boedapest naar Szolnok en M35 naar Roemenië)
- M5 (naar zuidoost Hongarije – Kecskemét, Szeged – en Servië)
- M6 (naar Bóly)(laatste stuk naar Beli Manastir in Kroatië in 2022 gereed).
- M7 (naar Kroatië en het Balatonmeer)
- M8 (van Oostenrijk naar Dunaújváros en Szolnok)
- M9 (van Szekszárd over de Donau)
- M15 (verbindt M1 met Bratislava)
- M19
- M25 (naar Eger)
- M30 (verbindt M3 met Miskolc en Košice in Slowakije)
- M31 (van Boedapest M0 en Gödöllő M3)
- M35 (verbindt M3 met Debrecen en de M4)
- M43 (naar Makó en Arad, Roemenië)
- M44 (naar Békéscsaba en Roemenië)
- M70 (verbindt M7 met Slovenië)
- M76 (verbindt M7 met Zalaegerszeg)
- M80
- M85 (tussen Sopron en M86 bij Csorna
- M86 (tussen Szombathely en Mosonmagyaróvár M1)